# 1차 산품
일차 산품(一次産品)은 전혀 가공되지 않은 원료형태의 생산품을 가리키는 단어로 반쯤 가공한 중간 제품인 2차 산품이나 완성품인 3차 산품에 대응하여 쓰이는 용어이다. 일반적으로 철광석, 석탄, 원유, 면화, 양모 등의 원료나 밀, 커피, 쌀 등의 식료품이 1차 산품이다.

## 참고 문헌
- 이 문서에는 다음커뮤니케이션(현 카카오)에서 GFDL 또는 CC-SA 라이선스로 배포한 글로벌 세계대백과사전의 내용을 기초로 작성된 글이 포함되어 있습니다.